# Alfredo Rodrigues Gaspar
Alfredo Rodrigues Gaspar GCC • COMA • GOA (Funchal, 8 de agosto de 1865 - Lisboa, 1 de diciembre de 1938) fue un militar de la Marina Portuguesa y político que, entre otras funciones, fue presidente del Ministerio (primer ministro) de uno de los gobiernos de la Primera República Portuguesa entre el 6 de julio y el 22 de noviembre de 1924).  Asimismo, ocupó los cargos de ministro de Colonias, Marina, Interior y Agricultura de forma intermitente entre 1914 y 1924 y fue alcalde de Lisboa en dos ocasiones entre el 2 y 4 de enero de 1918 y entre el 16 de junio de 1919 hasta el 2 de enero de 1920.
El 11 de marzo de 1919 fue nombrado comendador de la Orden Militar de Avis, y fue ascendido a gran oficial de la misma orden el 19 de octubre de 1920. El 16 de octubre de 1924 fue condecorado con la gran cruz de la Orden Militar de Cristo.